# O Lobo e os Sete Cabritinhos
O lobo e os sete cabritinhos (em alemão:  Der Wolf und die sieben jungen Geißlein) é uma fábula alemã publicada pelos Irmãos Grimm. É o conto número 5 (KHM 5) e enquadra-se no Tipo 123 do Sistema Aarne-Thompson-Uther (ATU), mas possui grandes semelhanças com Os Três Porquinhos e outras fábulas do tipo 124, incluindo a versão de Chapeuzinho Vermelho que os Irmãos Grimm publicaram, na qual a personagem-título é resgatada. O Lobo e os Sete Cabritinhos pertence ao chamado "ciclo fabular do lobo", onde este animal aparece como símbolo de selvageria e ferocidade e o cordeiro, ou cabrito, como símbolo da inocência desamparada, da ingenuidade ou da fraqueza, que por vezes consegue vencer pela esperteza. Fábulas deste tipo eram, provavelmente, contadas para as crianças com um sentido didático necessário a sua sobrevivência, quando os pais tinham que deixá-las sozinhas em casa durante o dia.

## História

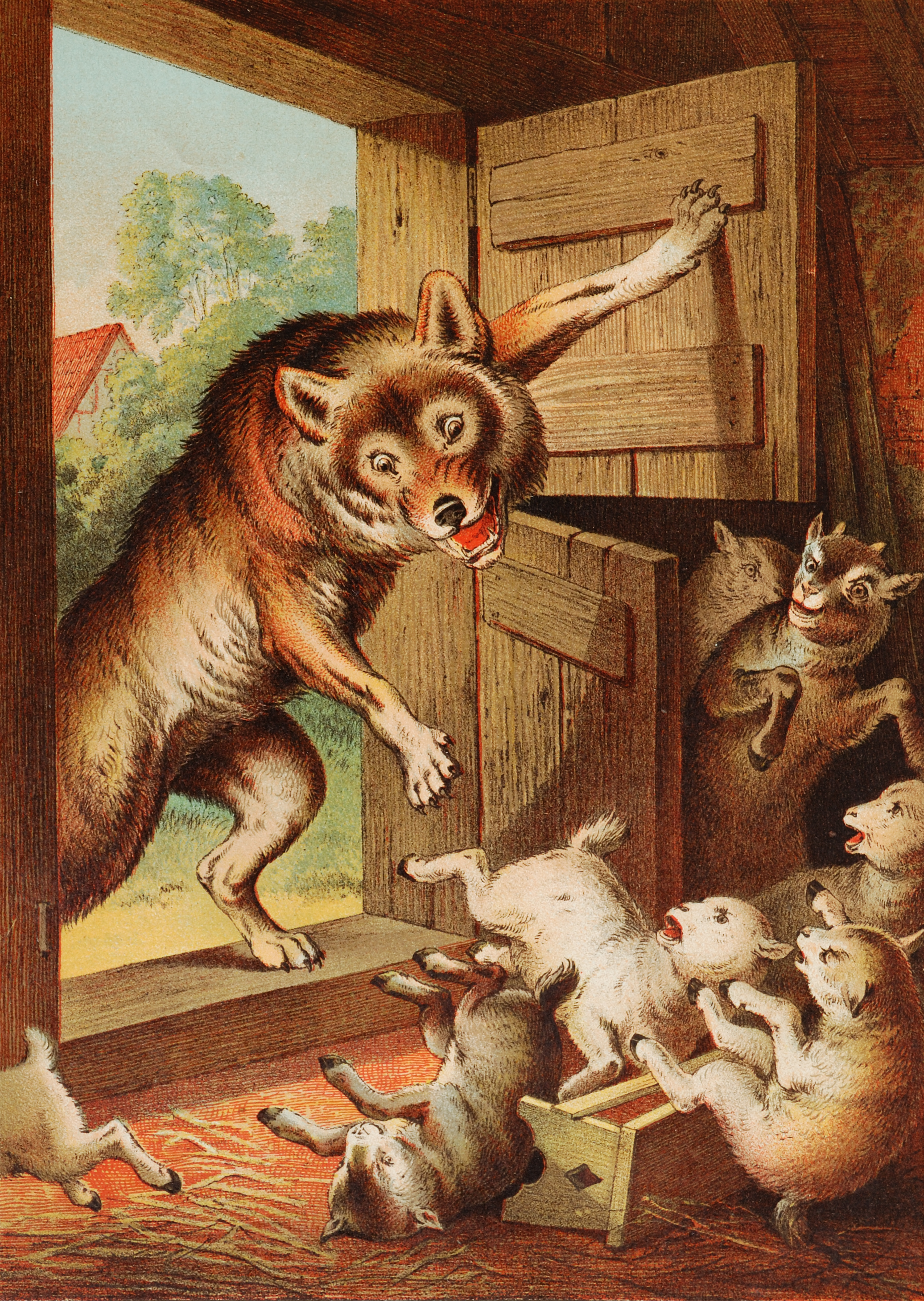
Ilustração do conto no século XIX, suposta autoria de Heinrich Leutemann ou Carl Offterdinger

Uma cabra deixa seus sete filhos sozinhos em casa enquanto procura comida na floresta. Antes de sair, ela alerta sua prole sobre o Lobo Mau, que irá tentar entrar na casa e comê-los. O Lobo Mau irá se passar por ela e convencer os cabritinhos a abrir a porta. Eles reconhecerão a mãe por causa de suas patas brancas e de sua voz doce. A mãe cabra sai e deixa seus filhos sozinhos em casa. Pouco tempo depois, ouvem uma voz dizendo "deixem-me entrar, é a mãe de vocês". Sua voz rouca o trai e os cabritinhos não o deixam entrar. Pouco tempo depois, eles ouvem outra voz na porta dizendo a mesma coisa. Dessa vez, sua voz está afetada e doce como a de sua mãe. Eles estão prestes a deixá-lo entrar, quando o cabrito mais novo olha pelo buraco da porta e percebe que a pata não é branca. Eles se recusam a abrir a porta e o Lobo Mau vai embora.
Então, o lobo pinta sua pata de branco, retorna à casa dos cabritos e diz "deixem-me entrar, é a mãe de vocês". Os cabritinhos veem a pata branca e ouvem sua voz doce, então abrem a porta. O lobo engole os seis cabritos, e o mais novo deles se esconde do lobo e não é comido. Quando a mãe cabra retorna da floresta, encontra a casa revirada e apenas o mais novo de seus filhos. Ela encontra o Lobo Mau na floresta, dormindo embaixo de uma árvore. A mãe cabra pede a seu filho novato um par de tesouras, uma agulha e linha. Ela corta a barriga do Lobo Mau e os seis cabritinhos saem da barriga, enchem a barriga do Lobo Mau com pedras e a mãe a costura. Quando o lobo acorda, ele fica com muita sede, e vai ao rio beber água, mas cai no fundo por causa do peso das pedras. A família das cabras comemora e vive feliz para sempre.